# گرداسنگ
یک گرداسنگ، چینش گِرد یا دایره‌ای‌شکل (مدور) سنگ‌افراشت‌هاست؛ به عبارت دیگر، ساختاری است که از چینش و ترتیب دایره‌ای‌شکل مجموعه‌ای از سنگ‌های عمودی فرورفته در زمین ساخته می‌شود. این ساختارها معمولاً در اروپای شمالی و بریتانیا یافت می‌شوند و اغلب به اواخر دوران سفال (Pottery Neolithic) و عصر برنز، به‌ویژه حدود ۳۰۰۰ سال پیش از میلاد مسیح، تعلق دارند. بهترین نمونه‌های شناخته‌شده، استون‌هنج و ایوبری در انگلستان هستند.